# 薩帕魯阿島
薩帕魯阿島是印度尼西亞馬魯古省的島嶼，屬於摩鹿加群島的一個珊瑚島，位於安汶島以東的班達海，面積144平方公里，島上最高點海拔331米，有45,000居民。行政上由中马鲁古县管理。

## 外部連結
- Saparua island

3°34′30″S 128°38′49″E / 3.57500°S 128.64694°E